# Sigmatomera shannoniana
Sigmatomera shannoniana är en tvåvingeart som beskrevs av Alexander 1929. Sigmatomera shannoniana ingår i släktet Sigmatomera och familjen småharkrankar. Inga underarter finns listade i Catalogue of Life.